# Svetozár Štúr
Svetozár Štúr, neformálně Etulo Štúr (26. srpna 1929 Bratislava – 12. listopadu 2001 Bratislava), byl slovenský a československý novinář, kulturní aktivista, politik Komunistické strany Slovenska, poslanec Slovenské národní rady a Sněmovny národů Federálního shromáždění na počátku normalizace. Pak odstaven z politických funkcí. Po roce 1989 ředitel ČSTK na Slovensku.

## Život
Pocházel z rodu slovenských buditelů Štúrových, jeho pradědem byl bratr Ľudovíta Štúra Samuel Štúr. Během vysokoškolských studií se angažoval ve studentském hnutí, byl spoluzakladatelem a funkcionářem folklórního souboru Lúčnica. V letech 1950–1969 byl redaktorem Československého rozhlasu v Bratislavě. Roku 1968 se stal předsedou Svazu slovenských novinářů.
V letech 1968–1970 se uvádí jako účastník zasedání Ústředního výboru Komunistické strany Slovenska.
Po provedení federalizace Československa usedl v lednu 1969 do Sněmovny národů Federálního shromáždění. Do federálního parlamentu ho nominovala Slovenská národní rada, kde rovněž zasedal. Ve FS setrval do května 1970, kdy rezignoval. Po nástupu normalizace byl vyloučen z KSČ pro své postoje v době pražského jara. Pracoval ve Výzkumném ústavu práce a sociálních věcí a měl zákaz publikovat. V letech 1990–1992 po sametové revoluci se stal ředitelem slovenské pobočky Československé tiskové kanceláře. Pak pracoval v redakci listu Národná obroda.